# گلادوین (ویرجینیای غربی)
گلادوین (به انگلیسی: Gladwin) یک منطقهٔ مسکونی در ایالات متحده آمریکا است که در شهرستان توکر، ویرجینیای غربی واقع شده‌است.